# 801

801(팔백일)은 800보다 크고 802보다 작은 자연수다.

## 수학
- 합성수로, 그 약수는 1, 3, 9, 89, 267, 801이다. 진약수의 합은 369이므로 801은 부족수다.
- 9번째 이십사각수다. 앞의 이십사각수는 624, 다음은 1000이다.
- {\displaystyle 801=15^{2}+24^{2}}
  - 서로 다른 두 자연수의 제곱합으로 나타낼 수 있는 수다.
- {\displaystyle 55^{4}-1}은 801로 나누어떨어진다.

## 과학·기술
- NGC 801(영어판): 안드로메다자리 방향에 있는 나선은하.
- BMW 801(영어판): BMW의 성형 항공기 엔진. 제2차 세계 대전 당시 독일 국방군의 전투기에 사용되었다.

## 교통

### 항공
- 대한항공 801편 추락사고

### 도로
- 고속도로
  - 유럽 고속도로 801호선: 포르투갈 코임브라에서 스페인 베린까지 이어지는 유럽 고속도로.
- 기타 도로
  - 801번 지방도: 전라남도 진도군 고군면에서 함평군 나산면까지 이어지는 대한민국의 지방도.
  - 현도 제801호선

## 군사
- U-801(영어판, 독일어판): 제2차 세계 대전에 사용된 나치 독일의 군용 잠수함.

## 문화유산
- 대한민국의 보물 제801호: 공주 마곡사 대웅보전

## 방송
- AM 801㎑
  - 일본 도호쿠 방송의 라디오 주파수 (게센누마 중계국)
  - 일본 홋카이도 방송의 라디오 주파수 (도마코마이, 기타미, 엔가루 중계국)
  - 일본 도카이 라디오의 라디오 주파수 (에나 중계국)

## 기타
- 날짜: 8월 1일
- 연도: 801년, 기원전 801년
- 801(영어판): 영국의 록 밴드.
- ‘야오이(やおい)’의 숫자 고로아와세.